# Lanceoppia bicristata
Lanceoppia bicristata är en kvalsterart som först beskrevs av Hammer 1962.  Lanceoppia bicristata ingår i släktet Lanceoppia och familjen Oppiidae. Inga underarter finns listade i Catalogue of Life.